# 西川馨太郎
西川 馨太郎（にしかわ けいたろう、2000年4月14日 - ）は、日本の男子バレーボール選手である。

## 来歴
大阪府大阪市出身。友人に誘われバレーボールを始める。
清風高等学校を経て筑波大学に進学。2022年の4年時、日本代表登録メンバーに選出された。同年、東日本大学選手権大会（東日本インカレ）の準優勝に貢献。全日本大学選手権大会（全日本インカレ）では、準決勝で5連覇中の早稲田大学、決勝で東海大学に勝ち優勝を果たした。2022/23シーズン、V.LEAGUE DIVISION1 MEN（V1男子）に所属するパナソニックパンサーズの内定選手となった。内定選手としてV1男子の試合に出場し、Vリーグデビューを果たした。
2023年、大学卒業後に、パナソニックパンサーズに入団した。

## 球歴
- 日本代表 （2022年、2025年）

## 所属チーム
- 清風高等学校（2016-2019年）
- 筑波大学（2019-2023年）
- パナソニックパンサーズ/大阪ブルテオン（2023年-）